# Agence française pour le jeu vidéo
L'Agence française pour le jeu vidéo, fondée en 2003, (abrégé en AFJV) est une marque de l'entreprise Chips Interactive (qui est une SARL) française, non rattachée à l'État, centrée sur l'emploi, les entreprises et les professionnels d'œuvres multimédia.

## Historique
L'AFJV a été fondée après la crise du jeu vidéo des années 2000-2002 qui a frappé les industries viodéoludiques américaines, japonaises et européennes. La filière française de jeux vidéo en est aussi sortie affaiblie. C'est dans ce contexte de fin de crise que l'AFJV est née en 2003 afin de proposer des prestations aux entreprises et professionnels du secteur.
Elle est depuis 2003 dirigée par Emmanuel Forsans qui en est le directeur de la publication.

### Événements
L'AFJV coorganisait le Festival du Jeu Vidéo. Elle gère aussi des réunions des professionnels du secteur comme le Cercle Interactif), des conférences et tables rondes.
Depuis 2013, l'AFJV organise les Ping Awards.

## Identité visuelle

Ancien logotype de l'Agence.
Logotype actuel.